# Депортіво Тачира
«Депорті́во Тачи́ра» (ісп. «Deportivo Táchira Fútbol Club») — венесуельський футбольний клуб із Сан-Кристобаля. Заснований 11 січня 1974 року.

## Досягнення
- Чемпіон (11): 1979, 1981, 1984, 1986, 1999-00, 2007-8, 2010-11, 2014-15, 2021, 2023, 2024